# Tour de Taiwán
El Tour de Taiwán (en chino: 國際自由車環台賽) es una carrera ciclista profesional por etapas taiwanesa.
Su primera edición se disputó en 1994 aunque no llegó a disputarse anualmente con regularidad de forma profesional oficial hasta la creación de los Circuitos Continentales UCI en 2005 que forma parte del UCI Asia Tour, dentro de la categoría 2.2 (última categoría del profesionalismo). En 2012 ascendió a la categoría 2.1.
A pesar de su baja categoría ningún ciclista local, ni siquiera de la República Popular China, ha conseguido destacar en la prueba. Además, ningún corredor ha conseguido repetir victoria.

## Palmarés

### Ediciones amateur
| Año       | Ganador       | Segundo         | Tercero       |
| --------- | ------------- | --------------- | ------------- |
| 1994      | Ralf Schmidt  | Andrey Mizourov | Stephen Drake |
| 1995      | desconocido   | desconocido     | desconocido   |
| 1996      | No se disputó | No se disputó   | No se disputó |
| 1997      | desconocido   | desconocido     | desconocido   |
| 1998      | No se disputó | No se disputó   | No se disputó |
| 1999      | Brendon Vesty | desconocido     | desconocido   |
| 2000-2001 | No se disputó | No se disputó   | No se disputó |
| 2002      | desconocido   | desconocido     | desconocido   |

### Ediciones profesionales
| Año                            | Ganador            | Segundo           | Tercero           |           |
| ------------------------------ | ------------------ | ----------------- | ----------------- | --------- |
| ediciones profesionales no UCI |                    |                   |                   |           |
| 2003                           | Ghader Mizbani     | Jürgen Kotulla    | Mikhail Andreyev  |           |
| 2004                           | Moritz Milatz      |                   |                   |           |
| ediciones profesionales UCI    |                    |                   |                   |           |
| 2005                           | Ahad Kazemi        | Ghader Mizbani    | Thomas Peterson   |           |
| 2006                           | Kirk O'Bee         | Stephen Gallagher | Robert McLachlan  |           |
| 2007                           | Shawn Milne        | Robert McLachlan  | Yevgeniy Yakovlev |           |
| 2008                           | John Murphy        | Shawn Milne       | Takashi Miyazawa  |           |
| 2009                           | Krzysztof Jeżowski | Peter McDonald    | Roman Zhiyentayev |           |
| 2010                           | David McCann       | Phillip Gaimon    | William Clarke    |           |
| 2011                           | Markus Eibegger    | David McCann      | Junya Sano        |           |
| 2012                           | Rhys Pollock       | Wong Kam Po       | Dirk Müller       |           |
| 2013                           | Bernard Sulzberger | Tsgabu Grmay      | Kiril Pozdniakov  |           |
| 2014                           | Rémy Di Gregorio   | Ioannis Tamuridis | Marco Zanotti     |           |
| 2015                           | Samad Poor Seiedi  | Hossein Askari    | Rahim Ememi       |           |
| 2016                           | Robbie Hucker      | Paco Mancebo      | Ben O'Connor      |           |
| 2017                           | Benjamín Prades    | Edwin Ávila       | Kevin De Jonghe   |           |
| 2018                           | Yukiya Arashiro    | Jonathan Clarke   | Jimmy Janssens    |           |
| 2019                           | Jonathan Clarke    | James Piccoli     | Etienne van Empel |           |
| 2020                           | Nicholas White     | Ryan Cavanagh     | Marcus Culey      |           |
| 2021                           | cancelada          | cancelada         | cancelada         | cancelada |
| 2022                           | Benjamin Dyball    | Sam Culverwell    | Marcos García     |           |
| 2023                           | Jeroen Meijers     | Jordi López       | Benjamín Prades   |           |
| 2024                           | Joseph Blackmore   | Yuma Koishi       | Carter Bettles    |           |
| 2025                           | Brady Gilmore      | Moritz Kretschy   | Jordi López       |           |

Nota: En la edición 2006 el ciclista Kirk O'Bee fue inicialmente el ganador, pero en 2010 O'Bee fue suspendido de por vida y sus resultados obtenidos entre el 3/10/2005 y el 29/7/2009 fueron anulados.

## Palmarés por países
Solo ediciones profesionales
| País           | Victorias |
| -------------- | --------- |
| Australia      | 7         |
| Irán           | 3         |
| Estados Unidos | 2         |
| Alemania       | 1         |
| Polonia        | 1         |
| Irlanda        | 1         |
| Austria        | 1         |
| Francia        | 1         |
| España         | 1         |
| Japón          | 1         |
| Países Bajos   | 1         |
| Reino Unido    | 1         |